# Alkohol per krona
Alkohol per krona (APK) är ett studentikost mått som anger mängden alkohol som erhålls per nedlagd krona, vid köp av en alkoholhaltig dryck. APK stiger då dryckens pris sjunker eller alkoholhalten stiger.
Öl har i allmänhet ett jämförelsevis högt APK-värde inom nattlivet. På det svenska Systembolaget tenderar starkare lager (alkoholhalt kring 7 %), vanlig starköl, men även vissa röda viner i pappförpackning eller box, att ha högst APK.
I en normal svensk bar ligger APK ofta i intervallet 0,2-0,8 ml/kr medan på Systembolaget går APK upp till ca 2,6 ml/kr (för starkare lageröl). För sprit ligger APK på ca 1,4 ml/kr. Det billigaste folkölet har en APK på ca 4 ml/kr (då den är utan annan skatt än matmoms). I till exempel tyska butiker går APK en bit över 5 ml/kr som mest, och över 4 för sprit, vilket får vissa svenskar att ta kostnaden för en bilresa (plus avgift för bro eller färja) för att göra inköp. Det finns till exempel hemsidor och appar som rangordnar systemets sortiment med APK som mått
En matematisk formel för att räkna ut APK-kvoten kan skrivas: 
{\displaystyle Apk={\frac {H_{e}V}{P}}}
Där He är halten etanol i volymprocent, V är volymen av drycken i milliliter och P är priset i kronor.
Exempel på tänkbara APK-värden (i en svensk bar):
| Dryck   | %-halt | Volym | Alkoholmängd | Pris  | Pris per standardglas | APK        |
| ------- | ------ | ----- | ------------ | ----- | --------------------- | ---------- |
| Fatöl   | 5 %    | 40 cl | 20 ml        | 50 kr | 40 kr                 | 0,40 ml/kr |
| Flasköl | 5 %    | 50 cl | 25 ml        | 60 kr | 38 kr                 | 0,42 ml/kr |
| Vin     | 12 %   | 12 cl | 14 ml        | 60 kr | 68 kr                 | 0,23 ml/kr |
| Sprit   | 40 %   | 4 cl  | 16 ml        | 80 kr | 80 kr                 | 0,2 ml/kr  |

I en svensk butik:
| Dryck          | %-halt | Volym  | Alkoholmängd | Pris     | Pris per standardglas | APK        |
| -------------- | ------ | ------ | ------------ | -------- | --------------------- | ---------- |
| Folköl         | 2,8 %  | 300 cl | 84 ml        | 21:50 kr | 3:58 kr               | 3,91 ml/kr |
| Starköl        | 5,2 %  | 50 cl  | 26 ml        | 10,9 kr  | 7:19 kr               | 2,39 ml/kr |
| Starkare lager | 7,5 %  | 50 cl  | 37,5 ml      | 14,90 kr | 9:83 kr               | 2,52 ml/kr |
| Vin            | 13 %   | 300 cl | 390 ml       | 165 kr   | 7:15 kr               | 2,36 ml/kr |
| Sprit          | 40 %   | 70 cl  | 280 ml       | 199 kr   | 11:37 kr              | 1,41 ml/kr |

Ett standardglas motsvarar ungefär 4 cl sprit, 33 cl starköl eller 13 cl vin.